# Superman (2025)
Superman is een Amerikaanse superheldenfilm uit 2025, geschreven en geregisseerd door James Gunn. De film is gebaseerd op het gelijknamig personage van DC Comics. De hoofdrollen worden vertolkt door David Corenswet, Rachel Brosnahan, Nicholas Hoult, Edi Gathegi, Anthony Carrigan, Nathan Fillion en Isabela Merced. Het werd de eerste film in het DC Universe (DCU) en een reboot van de Superman-filmreeks.

## Verhaal
De film volgt Clark Kent (Superman) tijdens zijn reis om zijn Kryptonische erfgoed te verzoenen met zijn adoptiefamilie in Smallville, Kansas.

## Rolverdeling

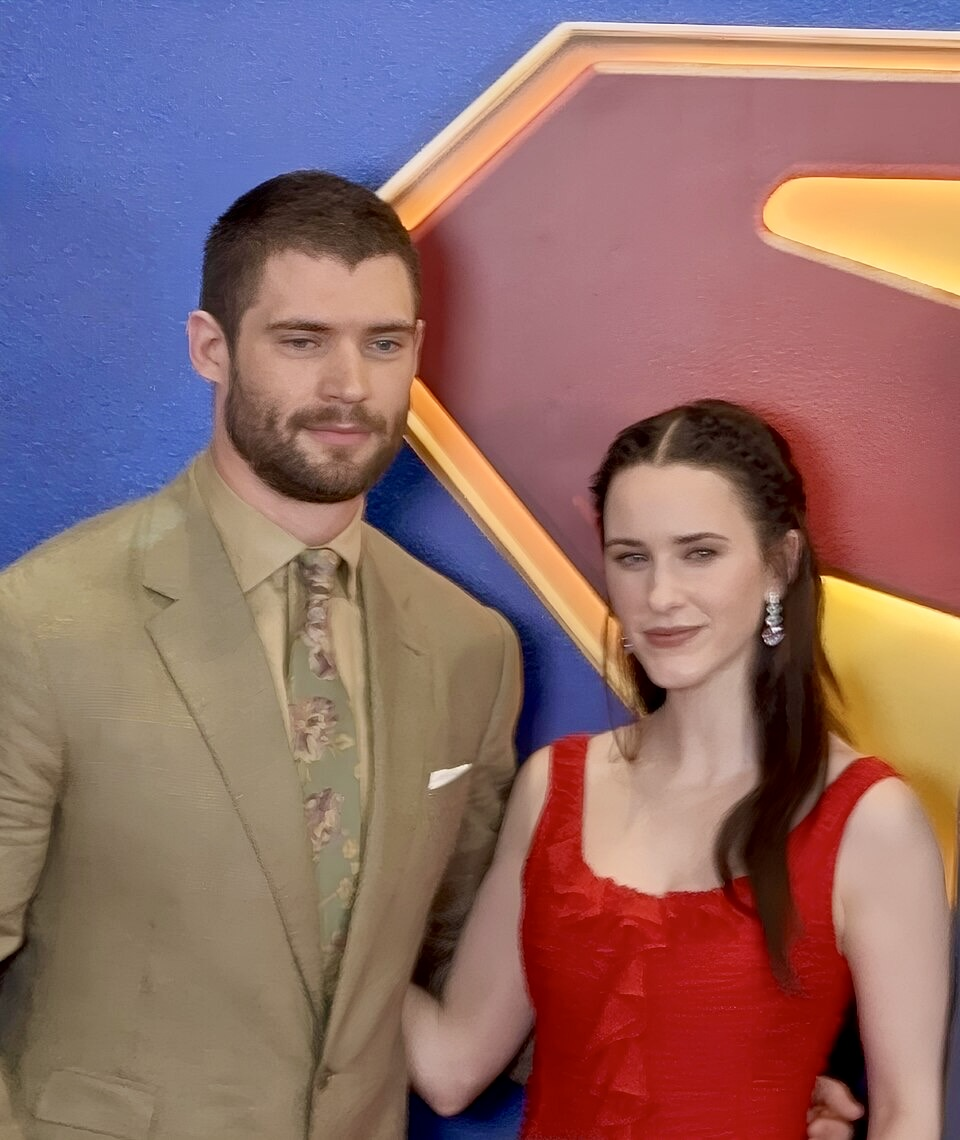
David Corenswet en Rachel Brosnahan tijdens de fandag van de "Superman World Tour" in Manilla in juni 2025.

| Acteur                  | Personage                      |
| ----------------------- | ------------------------------ |
| David Corenswet         | Clark Kent / Superman          |
| Rachel Brosnahan        | Lois Lane                      |
| Nicholas Hoult          | Lex Luthor                     |
| Edi Gathegi             | Michael Holt / Mister Terrific |
| Anthony Carrigan        | Rex Mason / Metamorpho         |
| Nathan Fillion          | Guy Gardner / Green Lantern    |
| Isabela Merced          | Kendra Saunders / Hawkgirl     |
| Skyler Gisondo          | Jimmy Olsen                    |
| Sara Sampaio            | Eve Teschmacher                |
| María Gabriela de Faría | Angelica Spica / The Engineer  |
| Wendell Pierce          | Perry White                    |
| Alan Tudyk              | Superman Robot #4 / Gary       |
| Pruitt Taylor Vince     | Jonathan Kent                  |
| Neva Howell             | Martha Kent                    |
| Grace Chan              | Superman Robot #12             |
| Bradley Cooper          | Jor-El                         |
| Angela Sarafyan         | Lara Lor-Van                   |
| Michael Rooker          | Superman Robot #1              |
| Pom Klementieff         | Superman Robot #5              |
| Jennifer Holland        | Superman Robot #22             |
| Stephen Blackehart      | Sydney Happersen               |
| Giovannie Cruz          | Cheryl Kimble                  |
| Bonnie Discepolo        | Ms. Jessop                     |
| Terence Rosemore        | Otis Berg                      |
| Natasha Halevi          | Amanda Marie McCoy             |
| Paul Kim                | Larry Chin                     |
| Jonah Lees              | Dean Farr                      |
| Christian Lees          | Desmond Farr                   |
| Dinesh Thyagarajan      | Malik "Mali" Ali               |
| Michael Ian Black       | Cleavis Thornwaite             |
| Beck Bennett            | Steve Lombard                  |
| Mikaela Hoover          | Cat Grant                      |
| Christopher McDonald    | Ron Troupe                     |
| Zlatko Buric            | Vasil Ghurkos                  |
| Frank Grillo            | Rick Flag Sr.                  |
| James Hiroyuki Liao     | General Mori                   |
| Tinashe Kajese          | Flo Crawley                    |
| Luis R. Hernandez       | Albert Tyler                   |
| Mary Chatmon            | Loretto Bell                   |
| Will Reeve              | On the Ground Reporter         |
| Jake Tapper             | Jack Tapir                     |
| John Cena               | Christopher Smith / Peacemaker |
| Michael Rosenbaum       | Raptor Guard #1                |
| Louisa Krause           | Sapphire Stagg                 |
| Sean Gunn               | Maxwell Lord                   |
| Milly Alcock            | Kara Zor-El / Supergirl        |
| Jolene & Ozu            | Krypto the Superdog            |

## Productie
De ontwikkeling van een vervolg op de DC Extended Universe (DCEU)-film Man of Steel (2013) begon in oktober 2014, met Henry Cavill die zijn rol als Superman zou hernemen. De plannen veranderden na de moeizame productie van Justice League (2017) en het vervolg op Man of Steel ging in mei 2020 niet meer door.
James Gunn begon rond augustus 2022 te werken aan een nieuwe Superman-film. In oktober werd hij samen met producer Peter Safran co-CEO van DC Studios en begonnen ze te werken aan een nieuw DC Universe. In december 2022 werd onthuld dat Gunn het scenario van de film zou schrijven, die de titel Superman: Legacy kreeg. Gunn's regie werd in maart 2023 bevestigd en David Corenswet en Rachel Brosnahan werden in juni gecast. De titel werd eind februari 2024 hernoemd naar kortweg Superman, toen de opnames begonnen op Spitsbergen, Noorwegen. De productie vond voornamelijk plaats in de Trilith Studios in Atlanta, Georgia, met opnames op locatie in Georgia en Ohio. De opnames werden in juli 2024 afgerond. De film is geïnspireerd op de stripserie All-Star Superman (2005-2008) van onder andere Grant Morrison en Frank Quitely.

## Muziek
In februari 2024 kondigde Gunn aan dat John Murphy de muziek zou componeren, nadat hij dat al had gedaan voor The Suicide Squad, The Guardians of the Galaxy Holiday Special en Guardians of the Galaxy Vol. 3. In december bevestigde Gunn dat Murphy een nieuwe versie gebruikte van John Williams' "Superman March"-thema uit de Superman-film uit 1978. Gunn beschouwde Williams' muziek als een van de beste aller tijden en associeerde zijn thema al vanaf het begin van de ontwikkeling van deze film met Superman. Hij zag de opname van het thema als een manier voor de film om terug te grijpen naar eerdere iteraties. In april 2025 werd bekendgemaakt dat David Fleming een bijdrage zou leveren aan de muziek en de credits voor de score zou delen met Murphy.

## Release en ontvangst
Superman ging op 7 juli 2025 in première in het TCL Chinese Theatre in Hollywood. De film werd op 9 juli 2025 uitgebracht in de Belgische bioscopen, een dag later in Nederland en twee dagen later in de Verenigde Staten. De film kreeg overwegend positieve kritieken van de filmcritici, met een score van 83% op Rotten Tomatoes, gebaseerd op 479 beoordelingen.

### Kassaopbrengsten
Superman ging op 11 juli 2025 in de Amerikaanse bioscopen in première met de verwachting van een bruto-opbrengst in het openingsweekend van 115 à 130 miljoen Amerikaanse dollars in 4135 bioscopen. De film bracht uiteindelijk 122 miljoen dollar op in zijn openingsweekend en eindigde daarmee op de eerste plaats aan de kassa. Op 13 juli 2025 had de film, samen met de opbrengst van 95 miljoen dollar in de andere gebieden, een totale opbrengst van 217 miljoen dollar.